# Carl Friedrich Franquet

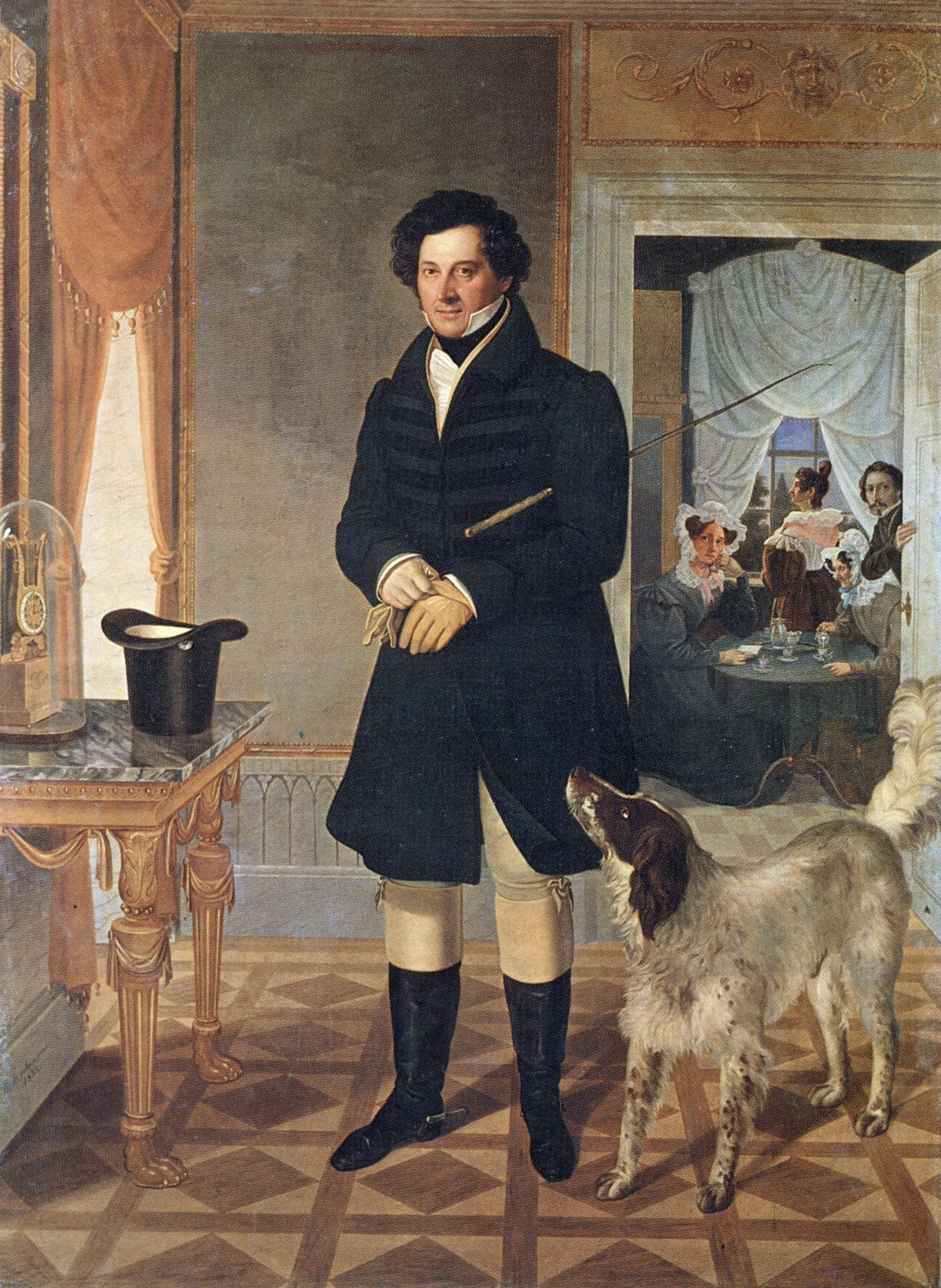
Carl Friedrich Franquet, Gemälde von W. Jordan von 1832. Das Werk zeigt im Hintergrund um den Kaffeetisch herum (v. l. n. r.): Ehefrau Sophie, geb. Kraut, am Fenster stehend deren Cousine Minna Hass, rechts am Tisch Schwiegermutter Maria Dorothea Kraut, Witwe von Albert Jacob Kraut und am Türrahmen ein Selbstporträt des Künstlers Jordan.

Carl Friedrich Franquet (* 2. Mai 1783; † 22. August 1851 in Braunschweig) war ein deutscher Kaufmann, Unternehmer und braunschweigischer Offizier.

## Leben und Werk
Franquet soll einer Braunschweiger Familie österreichischen Ursprungs entstammen. Sein Vater war sachsen-meiningschen Stallmeister, bevor er 1786 in Braunschweig eine Reitschule eröffnete. Als sein Sohn Carl Friedrich vier Jahre alt war, nahm der Vater die Stellung des Stallmeisters der Universität Helmstedt an. Carl Friedrich wurde daraufhin von Ludwig Otto Bleibtreu (1752–1820), ein Freund des Vaters, Braunschweiger Zichorienkaffeefabrikanten und Gründers der Zichorienfabrik Ludwig Otto Bleibtreu, als Pflegekind angenommen. Da Bleibtreus Ehe kinderlos war, wurde Carl Friedrich Franquet schon bald als Erbe des Unternehmers benannt.

Die Zichorienfabrik Ludwig Otto Bleibtreu, Lithografie aus dem 19. Jahrhundert

Nachdem Franquet eine fünfjährige Ausbildung in Lüneburg und Mainz durchlaufen hatte, trat er 1803 in das florierende Unternehmen seines Pflegevaters ein, das er nach dessen Tod 1820 weiterleitete. Unter seiner Führung gelang es, das 1781 gegründete Unternehmen, als eines der sehr wenigen der Branche unbeschadet aus der durch die preußische Zollpolitik verursachten Wirtschaftskrise unter Braunschweiger Unternehmen heraus zu führen.
1830 war Franquet Mitbegründer der Braunschweiger Bürgergarde, deren Vizekommandant er im Folgejahr wurde.  Als es am 24. und 25. Juli 1831 in der Stadt zu Tumulten kam, gelang es Franquet, der zu diesem Zeitpunkt auch Major und Bataillonschef war, durch besonnenes Vorgehen, die kritische Situation zu meistern. Drei Tage darauf erhielt er dafür vom Braunschweigischen Herzog Wilhelm ein Dankesschreiben, in dem Letzterer „Anerkennung, vollste Zufriedenheit und Dank in ehrenster und schmeichelhaftester Form und Weise“ aussprach. 1845 gründete er das „Korps der uniformierten Bürger-Schützen der Stadt Braunschweig“, dessen erster Kommandant er war. Franquet war, wie sein Vater als Pferdeliebhaber bekannt. So war er Präsident des „Vereins zur Züchtung edler Vollblutpferde“ und von 1837 bis 1847 Schatzmeister des „Vereins zur Beförderung der inländischen Pferdezucht“. Darüber hinaus veranstaltete Franquet um 1840 die ersten Pferderennen im Prinz-Albrecht-Park.
Carl Friedrich Franquet heiratete die Lüneburgerin Sophie, geb. Kraut (ca. 1785–1835), die er während seiner Ausbildung in der Stadt kennen gelernt hatte. Sie war die Tochter des lüneburgischen Obersyndikus’ Albert Jacob Kraut (* 30. September 1747 in Lüneburg; † 21. September 1788 ebenda), unter anderem Begründer und Mitherausgeber der Annalen der Braunschweig-Lüneburgischen Churlande, Mitarbeiter der Allgemeinen deutschen Bibliothek und des Journals von und für Deutschland. Darüber hinaus veröffentlichte er eigene Aufsätze im Hannoverschen Magazin und eigene Dichtung im Deutschen Museum sowie im Göttinger Musenalmanach.
Die Ehe der Franquets blieb kinderlos. Das Ehepaar nahm jedoch die drei Kinder eines verstorbenen Bruders von Franquet bei sich auf, von denen Karl Ludwig (1817–1871) und Friedrich (1821–1867) als Erben die „Zichorienfabrik Ludwig Otto Bleibtreu“ erfolgreich fortführten.

## Erbe und Verwandtschaft

Steinweg 4: Von 1748 bis 1786 Haus des Stadtkommandanten. Anschließend Wohn- und Geschäftshaus von Ludwig Otto Bleibtreu. Nach dessen Tod 1820 bewohnt von seinem Nachfolger Carl Friedrich Franquet und bis 1931 von Kunstsammler Arthur von Franquet.

Ludwig Otto Bleibtreu war zu seiner Zeit einer der wohlhabendsten Bürger Braunschweigs. Das repräsentative, frühklassizistische Gebäude Steinweg 4 (Assekuranznummer 1956) mitsamt den darin enthaltenen Möbeln und Kunstgegenständen hatte er Ende des 18. Jahrhunderts gekauft und bis zu seinem Tode als Wohn- und Geschäftshaus genutzt. Dies tat auch sein Erbe Carl Friedrich Franquet. Der kinderlose Franquet wiederum hinterließ seinen beiden Neffen ein florierendes Unternehmen sowie das Haus Steinweg 4. Das Unternehmen blieb bis 1909 in Familienbesitz und bestand unter gleichem Namen noch bis Ende der 1930er Jahre weiter. Das Haus Steinweg 4 wurde im Zweiten Weltkrieg zerstört. Einer seiner Verwandten und Nachfolger in der Unternehmensführung war der Kunstsammler Arthur von Franquet (1854–1931).
Carl Friedrich Franquets Grab befindet sich noch heute auf dem Braunschweiger Garnison-/Katharinenfriedhof.